# Kail
Kail ist eine Ortsgemeinde im Landkreis Cochem-Zell in Rheinland-Pfalz. Sie gehört seit dem 1. Juli 2014 der Verbandsgemeinde Kaisersesch an.

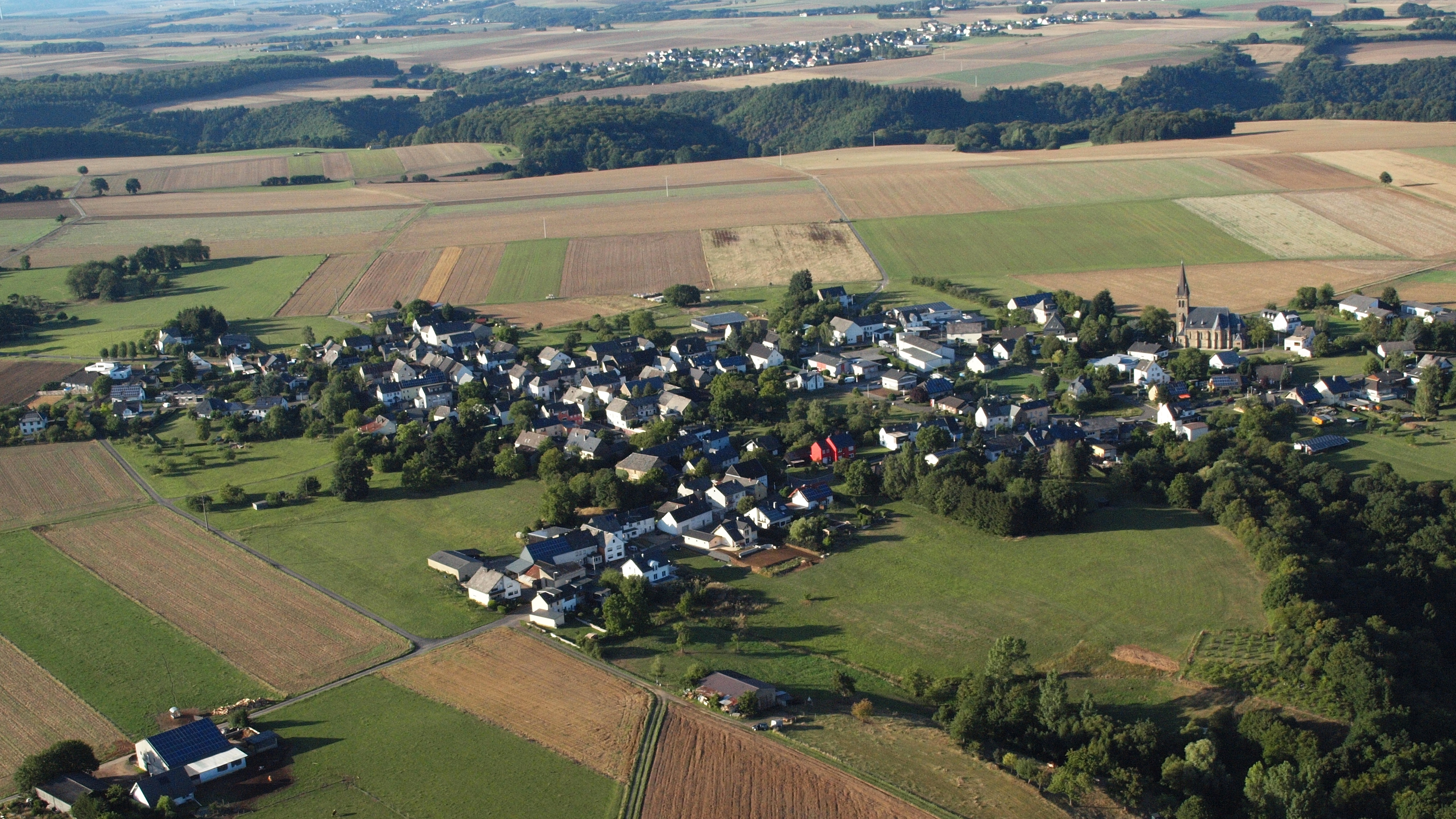
Kail, Luftaufnahme (2015)

## Geographie

### Geographische Lage
Das Moseltal im Süden, Pommerbachtal und Fellerbachtal im Osten und Westen sowie der Kailer Hochwald
im Nordwesten umgrenzen das geschichtsträchtige Hochplateau, das schon seit der Steinzeit besiedelt ist.
Zu Kail gehört der Wohnplatz Birkenhof.

### Nachbarorte
Die Nachbarorte von Kail sind die Ortsgemeinden Binningen im Norden, Brieden im Osten, Pommern (Mosel) im Südosten, Klotten im Südwesten und Wirfus im Nordwesten.

### Klima
Der Jahresniederschlag beträgt 642 mm.

## Geschichte
Größter Grundbesitzer am Ort war von 1121 bis 1806 das Stift St. Kastor in Karden. Auch das ehemalige Kloster Rosenthal bei Binningen war von 1547 bis 1801 in Kail begütert, woran die Rose im Ortswappen erinnert.
Die Inbesitznahme des Linken Rheinufers durch französische Revolutionstruppen beendete ab 1794 die alte Ordnung. Der Ort wurde von 1798 bis 1814 Teil der Französischen Republik (bis 1804) und anschließend des Französischen Kaiserreichs. Verwaltungstechnisch wurde Kail (damals noch als Cail) der Mairie Pommern im Kanton Cochem des Arrondissements Koblenz im Rhein-Mosel-Departement zugeordnet. Nach der Niederlage Napoleons kam der Ort aufgrund der 1815 auf dem Wiener Kongress getroffenen Vereinbarungen zum Königreich Preußen. Aus der Mairie wurde die Bürgermeisterei Pommern, die dem Kreis Cochem des Regierungsbezirks Koblenz angehörte, der 1822 Teil der neu gebildeten preußischen Rheinprovinz wurde.
Als Folge des Ersten Weltkriegs war die gesamte Region dem französischen Abschnitt der Alliierten Rheinlandbesetzung zugeordnet. Nach dem Zweiten Weltkrieg wurde Kail innerhalb der französischen Besatzungszone Teil des 1946 neu gebildeten Landes Rheinland-Pfalz.

## Politik

### Gemeinderat
Der Gemeinderat in Kail besteht aus sechs Ratsmitgliedern, die bei der Kommunalwahl am 9. Juni 2024 in einer Mehrheitswahl gewählt wurden, und – wenn wieder gewählt – dem ehrenamtlichen Ortsbürgermeister als Vorsitzendem. Vor 2014 gehörten dem Rat acht Ratsmitglieder an.

### Bürgermeister
Christian Berens wurde am 17. März 2025 Ortsbürgermeister Kail, nachdem er die Aufgabe bereits nach der Amtsniederlegung seiner Vorgängerin ab dem 1. Oktober 2024 als Erster Beigeordneter geschäftsführend ausgeübt hatte. Da für die Direktwahl am 9. Juni 2024 kein Wahlvorschlag eingereicht wurde, oblag die Neuwahl gemäß rheinland-pfälzischer Gemeindeordnung dem Ortsgemeinderat, der sich im März 2025 einstimmig für Berens aussprach.
Seine Vorgängerin Melanie Mauer hatte das Amt am 19. Juli 2022 übernommen. Nach der Amtsniederlegung ihrer Vorgängerin war für eine an 3. Juli 2022 vorgesehene Direktwahl kein Wahlvorschlag eingereicht worden. Die Wahl oblag daher dem Gemeinderat, der sich für Melanie Mauer entschied. Da auch bei der Direktwahl im Juni 2024 kein Wahlvorschlag eingereicht wurde, und der Rat zunächst keinen Bewerber finden konnte, blieb die bisherige Ortsbürgermeisterin Melanie Mauer zunächst im Amt, bis sie es zum 30. September 2024 niederlegte. Mauers Vorgängerin Barbara Gehle hatte das Amt am 11. Juni 2019 angetreten, es jedoch vorzeitig zum 1. April 2022 niedergelegt. Ihr Vorgänger Erwin Michels hatte das Amt von 1994 bis 2019 ausgeübt.

### Wappen
| Wappen von Kail | Blasonierung: „Schild durch eingeschweifte Spitze, darin in Grün eine goldene Urne mit drei Ähren, gespalten; vorne in Silber eine rote Rose, hinten in Silber ein schwarzes Schindmesser.“ |
| Wappen von Kail | Wappenbegründung: Die Urne weist auf einen vorgeschichtlichen Fund und die vermutete römische Wurzel des Ortsnamens hin, die Ähren auf die Entstehung des Ortes aus einem Gutshof und die Bedeutung der Landwirtschaft, die Rose an das Kloster Rosenthal, das im Ort begütert war, das Schindmesser an den Schutz- und Kirchenpatron, den hl. Bartholomäus. |

## Kultur und Sehenswürdigkeiten

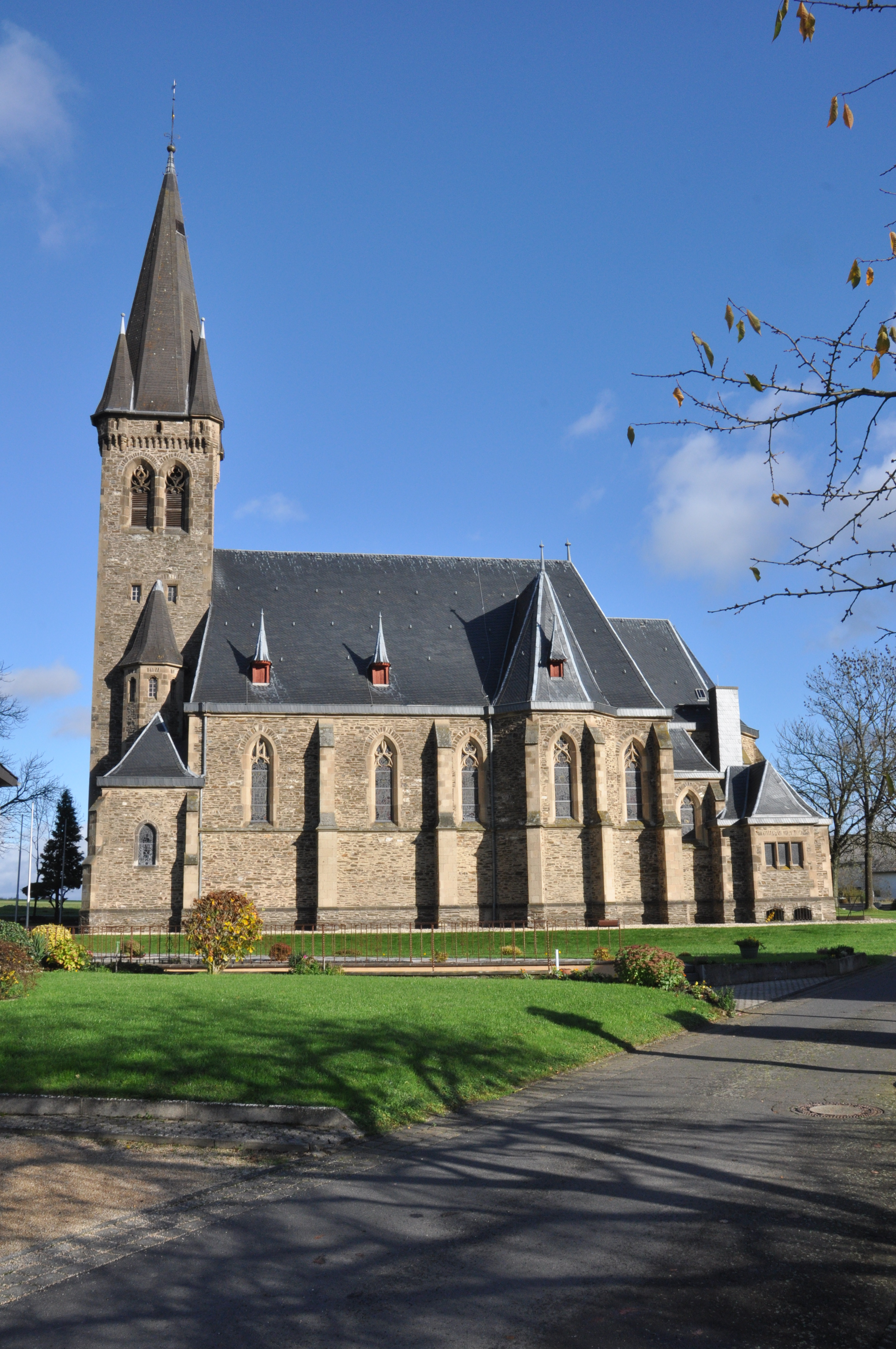
Kail, St. Bartholomäus

Das Wahrzeichen des Dorfes ist die katholische Pfarrkirche St. Bartholomäus. Sie wurde von 1901 bis 1903 erbaut und ist mit schönen, in leuchtenden Farben erstellten Glasmalereien der Kirchenfenster ausgestattet.
Siehe auch: Liste der Kulturdenkmäler in Kail

## Wirtschaft und Infrastruktur
Die Gemeinde Kail ist geprägt von Landwirtschaft, wenn auch deren wirtschaftliche Bedeutung in den letzten Jahrzehnten rückläufig ist. Eine Mehrheit der Bevölkerung ist heute in anderen Wirtschaftszweigen beschäftigt. Es gibt weniger als zehn landwirtschaftliche Betriebe im Vollerwerb. Durch die Höhenlage von Kail ist der Ort hochwasserfrei. Kail besitzt keinen SPNV-Anschluss. Nächstgelegener Haltepunkt ist Pommern (Mosel) an der Moselstrecke.